# Sibiri Samaké
Sibiri Samaké, né vers 1975, est un griot malien.

## Biographie
Né dans le village de Fadiobougou au Mali, Sibiri Samaké est d'origine bambara.
Griot, Sibiri Samaké est un sora, un chantre de la confrérie des chasseurs au Mali. Il joue du dozo n'goni (instrument à cordes des chasseurs) et est souvent entouré de plusieurs musiciens. 

## Discographie
- 1990 : Mali : Musique des chasseurs de Sébénikoro